# Euplexia borbonica
Euplexia borbonica là một loài bướm đêm trong họ Noctuidae.

## Hình ảnh

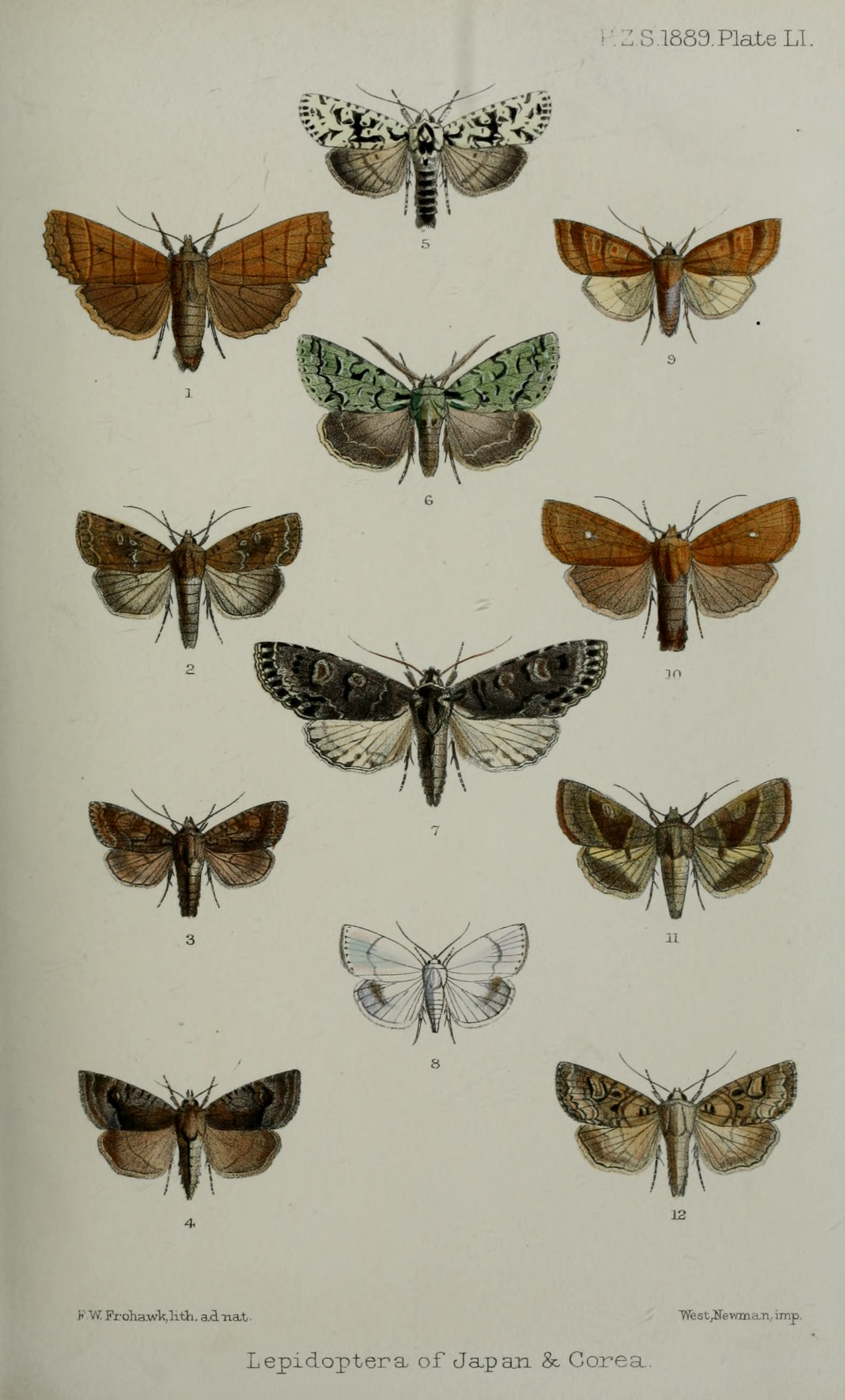